# Eugenia ramboi
Eugenia ramboi är en myrtenväxtart som beskrevs av Carlos Maria Diego Enrique Legrand. Eugenia ramboi ingår i släktet Eugenia och familjen myrtenväxter. Inga underarter finns listade i Catalogue of Life.